# 江蘇料理
江蘇料理（こうそりょうり、中国語 江蘇菜、江苏菜 ジアンスーツァイ Jiāngsū cài、あるいは蘇菜、苏菜 スーツァイ Sū cài）は、中国の江蘇省に発祥した郷土料理で、中国八大料理（八大菜系）のひとつ。上海料理の原型であり、明の都であった南京、豪商が贅沢な料理を生み出した揚州、文人が多く集まった蘇州など、各地で異なる料理がある。

## 概要
江南地方の肥沃な平野の農産物、長江水系や東シナ海の豊かな淡水魚・海水魚や水鳥、および江南の発達した都市文化から生まれた料理で、江蘇料理、または同系の上海料理（滬菜）が、山東料理（魯菜）・四川料理（川菜）・広東料理（粤菜）と共に中国四大料理の一つにも数えられる。
味は全体的に淡白で、旬の素材のうまみを生かすことを重んじる。一般的に素材がやわらかくなるまで調理するが、形が崩れてしまうほどにはやわらかくしない。また、各皿の盛り付けにあたり色や形の調和を重んじ、スープ（湯）を用いて風味を増すことに重点を置く。

## 下位分類
江蘇料理は4つの種類に分かれる。広義の江蘇料理には、これに上海料理が加わる。

### 南京料理（金陵菜・京蘇菜）
南京料理は長江沿いの南京を発祥の地としており、繊細な見た目と穏やかな味が特徴である。
川魚や鴨などのほか野菜を多用する。とくに「金陵三草」と呼ばれる菊花脳（菊花澇とも。キク科の植物）・枸杞頭（クコ）・馬蘭頭（キク科の植物）の野菜三種、「早春四野」と呼ばれる芥菜（カラシナ）・馬蘭頭・蘆蒿・野蒜の野菜四種はよく使われる。

#### 主な料理
- 塩水鴨 - ゆでたアヒルの塩漬け
- 南京三叉 - 子豚・アヒル・ケツギョのチャーシュー

### 淮揚料理（淮揚菜）

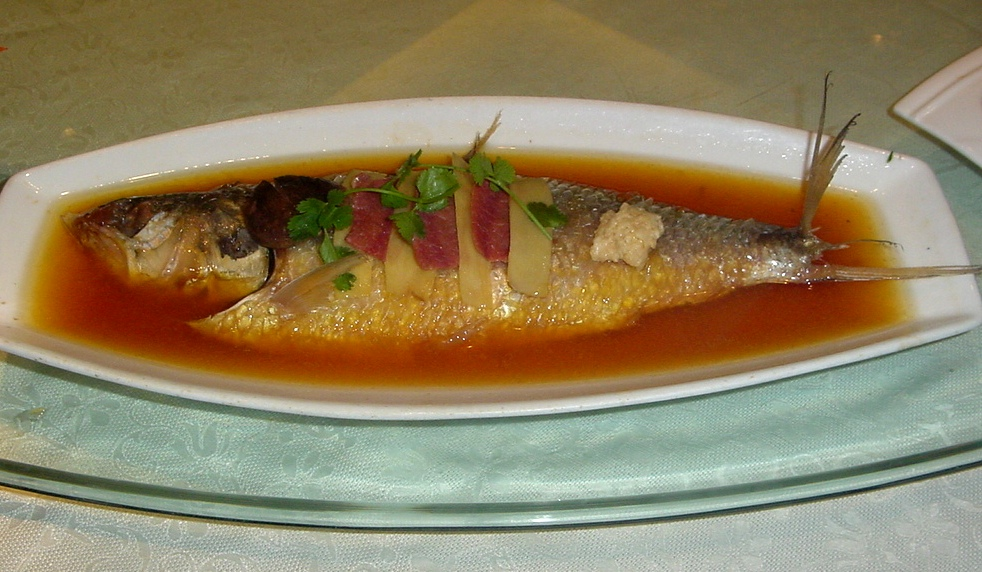
清蒸鰣魚

淮揚料理は長江南北の揚州・淮安・鎮江を発祥の地とする。「揚菜 ヤンツァイ yángcài」とも呼ばれる。
材料選びと包丁使いの技が進んでおり、味は淡白であっさりとし、スープなどに優れている。

#### 主な料理
- 清蒸鰣魚 - ジギョの蒸し物
- 水晶肴肉 - アスピックに似た冷菜
- 白汁鮰魚 - 鮰魚（レイオカッシス・ロンギロストリス、Leiocassis longirostris。ギギ科）の白濁スープ煮
- 大煮乾絲 - 細切りの押し豆腐のうま煮
- 獅子頭 - 巨大肉団子のスープ蒸し
- 三丁包子 - 鶏肉・豚肉・タケノコのさいの目切り入り包子
- 揚州炒飯 - 揚州の川エビ入り五目炒飯

### 蘇錫料理（蘇錫菜）

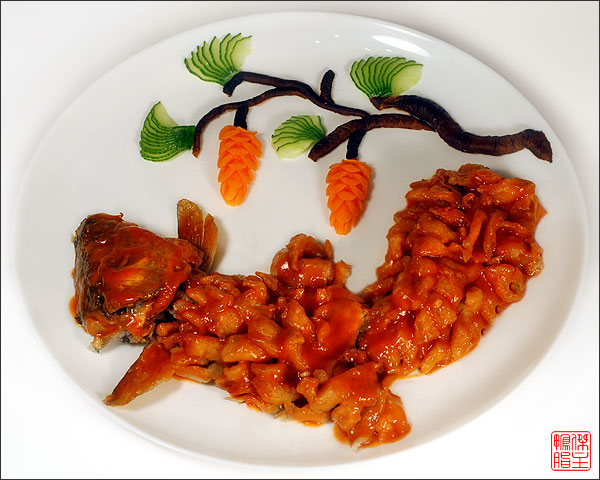
松鼠桂魚

蘇錫料理は長江の南の湖水地帯で古来からの都会である蘇州・無錫・常州を発祥の地とし、蘇州料理（蘇菜）と無錫料理（錫菜）に分かれる。
酒糟を調味に多く使い、周囲の湖や河川から獲れる各種の水産物の扱いに優れており、味は甘く比較的濃い。

#### 主な料理
- 松鼠桂魚（zh:松鼠鱖魚） - ケツギョのから揚げ甘酢あん掛け
- 乾炸銀魚 - シラウオ類の天ぷら
- 焼划水 - アオウオの尾の煮付け
- 蝦仁鍋巴 - おこげのエビあんかけ
- 䰾肺湯 - メフグの肝臓と肉と金華ハム・シイタケ・タケノコのスープ
- 無錫排骨 - 無錫風スペアリブの甘酢煮
- 叫化鶏 - 乞食鶏

### 徐海料理（徐海菜）
徐海料理は江蘇省北部の海岸地帯にある徐州と連雲港（海州）を発祥の地とし、味ははっきりとし、海産物と野菜の使い方に優れる。

#### 主な料理
- 霸王別姫 - 親鳥とスッポンのスープ
- 彭城魚丸 - 徐州の鯉のつみれスープ
- （飠它）湯 - 焼餅を入れて食べるチキンスープ